# Napoleon Destanberg

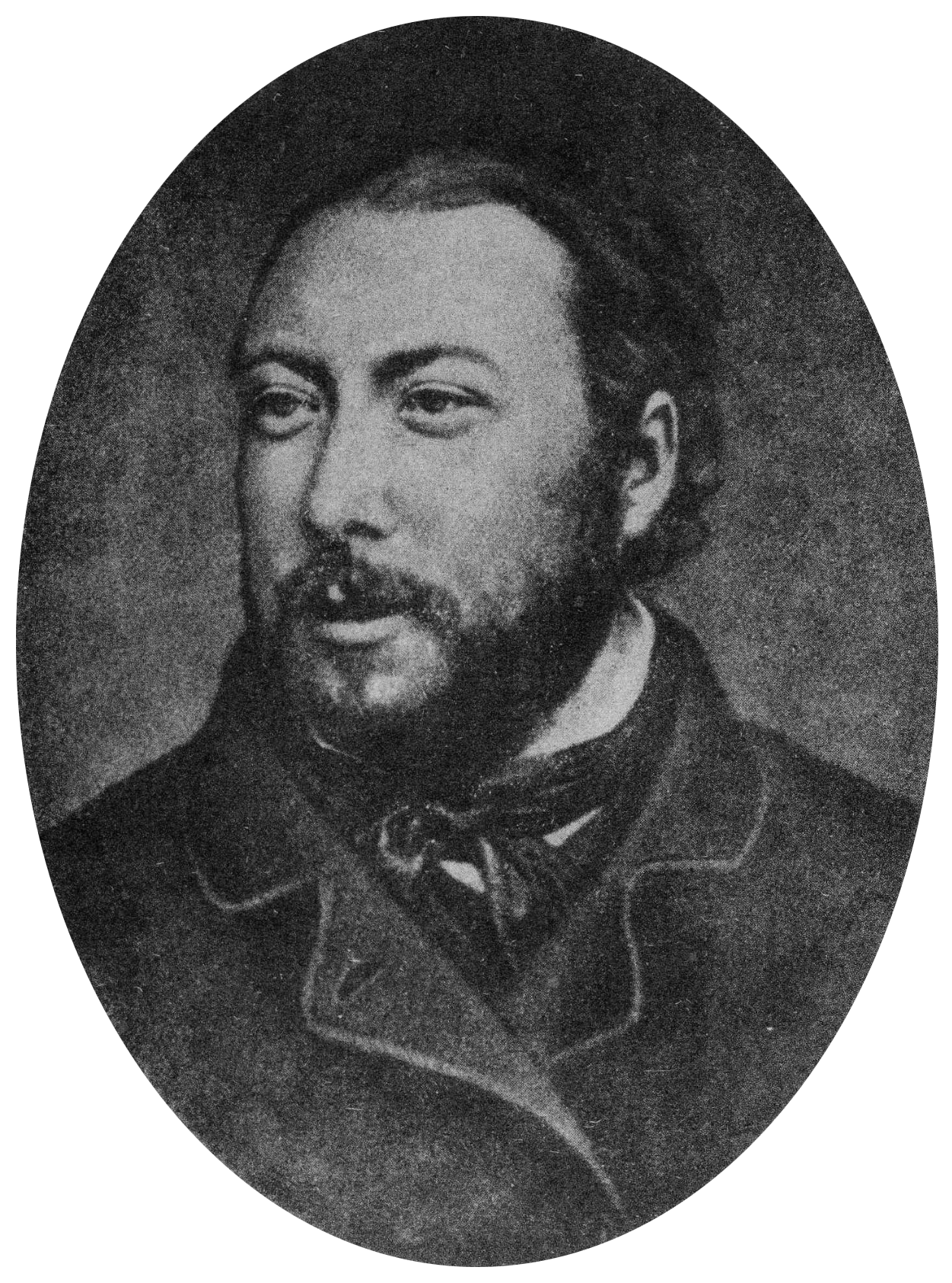
Napoleon Destanberg

Napoleon Destanberg (Gent, 7 februari 1829 - aldaar, 1 september 1875) was een Vlaams toneelschrijver, journalist, dichter en toneelspeler.

## Levensloop
Hij brak zijn rechtenstudies af om zich volledig aan het toneel te wijden. Aanvankelijk maakte hij Vlaamse bewerkingen van Franse toneelstukken, later schreef hij ook eigen stukken. Van zijn hand verscheen de eerste Shakespeare-vertaling in Vlaanderen: Macbeth, 1869.

## Werken
- Drie kalotten voor één hoofd (1854)
- Laurens Coster (1854)
- Boudewijn Hapken (1856) (in samenwerking met Karel Ondereet)
- Maria van Burgondië (1865)
- Frans Ackerman
- Mast en Danneels (1862)
- Elena (1865)
- Drieske Nijpers
- De Kiesrevolutie
- Sint-Niklaas
- De Staartster
- Baas Kimpe's Tjakke
- Poets wederom Poets

## Trivia
- De Napoleon Destanbergstraat in Gent werd naar hem genoemd.
- De CD Bleiw en ruud es nog gien purper van Marc Reynaerts en de Kokedies bevat een bewerking van 15 liederen van Napoleon Destanberg door Freek Neirynck en Marc Reynaerts, op muziek Philippe de Chaffoy.